# Osenik
Osenik (en cyrillique : Осеник) est un village de Bosnie-Herzégovine. Il est situé dans la municipalité de Hadžići, dans le canton de Sarajevo et dans la fédération de Bosnie-et-Herzégovine. Selon les premiers résultats du recensement bosnien de 2013, il compte 383 habitants.

## Démographie

### Évolution historique de la population
| 1948 | 1953 | 1961 | 1971 | 1981 | 1991 | 2013 |
| ---- | ---- | ---- | ---- | ---- | ---- | ---- |
| -    | -    | 287  | 312  | 345  | 382  | 383  |

|  |

### Communauté locale
En 1991, la communauté locale d'Osenik comptait 601 habitants, répartis de la manière suivante :